# Danijar Aqyschew
Danijar Talghatuly Aqyschew (kasachisch Данияр Талғатұлы Ақышев, russisch Данияр Талгатович Акишев/Danijar Talgatowitsch Akischew; * 25. Mai 1976 in Alma-Ata, Kasachische SSR) ist ein kasachischer Wirtschaftswissenschaftler und ehemaliger Präsident der Kasachischen Nationalbank.

## Leben
Danijar Aqyschew wurde 1976 in Alma-Ata geboren. Er studierte an der Kasachischen Wirtschaftsuniversität, wo er 1996 einen Abschluss in Wirtschaft macht. Dabei spezialisierte er sich auf Bankwesen.
Von 1995 bis 1996 arbeitete er für die Zentralasiatische Börse. In den Jahren 1996 bis 2007 arbeitete er in verschiedenen Positionen in der Abteilung für Forschung und Statistik bei der Nationalbank der Republik Kasachstan. Zwischen 2003 und 2007 war er Direktor dieser Abteilung. Anschließend war er mehrere Jahre lang stellvertretender Vorsitzender der Nationalbank, bevor er in den Jahren 2014 und 2015 in der Administration des Präsidenten arbeitete. Ab August 2015 war er vorübergehend Assistent des kasachischen Präsidenten. Seit dem 2. November 2015 war Aqyschew Präsident der kasachischen Nationalbank. Ende Februar 2019 trat er von seinem Amt zurück.